# Cyclophora annularis
Anisodes annularis là một loài bướm đêm trong họ Geometridae.